# Černá kočka (organizace)
Černá kočka (bělorusky Чорны кот, nazývaná též Běloruská osvobozenecká armáda) je běloruská podzemní vojenská organizace, která navazovala na vojenský odboj proti SSSR za druhé světové války a existovala od roku 1944 až do konce 50. let 20. století na území Běloruské SSR. Vznikla jako ozbrojené křídlo Běloruské nezávislé strany a byla řízena německými a později západními tajnými službami.
Běloruský historik Igor Alexandrovič Valachanovič (bělorusky Ігар Аляксандравіч Валахановіч) považuje tuto organizaci za pseudohistorický mýtus, jelikož archívy běloruských poboček KGB jsou zatím uzavřené, a proto, podle jeho názoru, není o této organizaci dostatek spolehlivě ověřených informací.

## Vznik a vývoj
V průběhu Občanské války v Rusku vznikla v letech 1918 - 1919 Běloruská lidová republika, která byla zničena rudými silami. Po polsko-sovětské válce ukončené Rižským mírem v roce 1921 došlo k rozdělení nynějšího území Běloruska na Západní Bělorusko jako součást Polska a Běloruskou SSR jako součást SSSR. Situace však politicky nevyhovovala jak běloruskému národu, tak ani zúčastněným státům, proto měl válečný střet dohru ve vzniku partyzánských sil na území obou států v meziválečném období. 
Geografické podmínky Běloruska jsou pro vedení partyzánského způsobu boje zvláště vhodné. Separatistické hnutí působilo na území jak polském, tak sovětském. Partyzánské formace byly nejaktivnější v období od roku 1921 do roku 1925. Na území pod polskou kontrolou byly aktivní oddíly běloruských nacionalistů zejména Jakuba Charevského (bělorusky Якуб Харэўскі) a také oddíl sovětských partyzánů organizovaných čekistou Kyrilem Prokofjevičem Orlovskim (bělorusky Кірыл Пракопавіч Арлоўскі). Takto vznikla tradice partyzánského odboje, na který navazuje organizace Černá kočka.
Ke změně situace došlo díky klíčovým událostem, a to po podpisu Paktu Ribbentrop-Molotov spolu s útokem SSSR na Polsko v roce 1939. Následně v roce 1941 došlo k útoku na SSSR ze strany Německa. V důsledku porážek Rudé armády bylo Bělorusko obsazeno německou civilní správou a vznikl Genenerální obvod Bělorusko jako součást Říšského komisariátu Ostland. Jako nástroj k prosazování nařízení okupační správy vznikla Běloruská pomocná policie. 
Po porážkách na východní frontě v roce 1943 (Stalingradská bitva a Bitva u Kurska) došlo ke změně v německé okupační politice a na konci roku 1943 vznikla Běloruská ústřední rada v čele s Radoslavem Kazimírovičem Ostrovskim. Ten v roce 1944 v souvislosti se situací na frontě a značnému rozmachu sovětského partyzánského hnutí vydal rozkaz k mobilizaci a vznikla Běloruská regionální obrana. 
Jak Běloruská pomocná policie, tak Běloruská regionální obrana se podílely na protipartyzánských operacích, z nichž nejvýznamnější byla akce nazvaná Svátky jara. Území Běloruska se řadilo mezi tzv. "krvavé země", na nichž dosáhl teror obrovských rozměrů. Obě uskupení tak nabyla zkušeností s partyzánským způsobem boje. S ohledem na brutální způsob vedení protipartyzánské války ale nemohli její příslušníci očekávat od sovětských orgánů slitování, a proto se stali kádrovou základnou organizace Černá kočka. 
V létě 1944 provedla Rudá armáda operaci Bagration, díky které osvobodila Bělorusko. S takto vzniklou situací se však protisovětsky naladění běloruští nacionalisté nechtěli smířit. Tyto podmínky a tradice vedly ke vzniku organizace Černá kočka.

## Boje na konci druhé světové války
Po osvobození Běloruska německé vedení očekávalo další nápor Rudé armády. Proto se německá armáda, či německé tajné služby, snažily postup sovětské armády ztížit. Za tímto účelem byly Němci organizovány zpravodajské a diverzní skupiny. Byla tak pod patronací generála abwehru Reinharda Gehlena spuštěna akce Milá kočička (německy Liebes Kätzchen). Cílem této akce bylo vyškolení běloruských dobrovolníků, kteří budou plnit zvláštní úkoly po přechodu fronty, mj. ve spolupráci s dřívějšími sítěmi nacistických složek. 

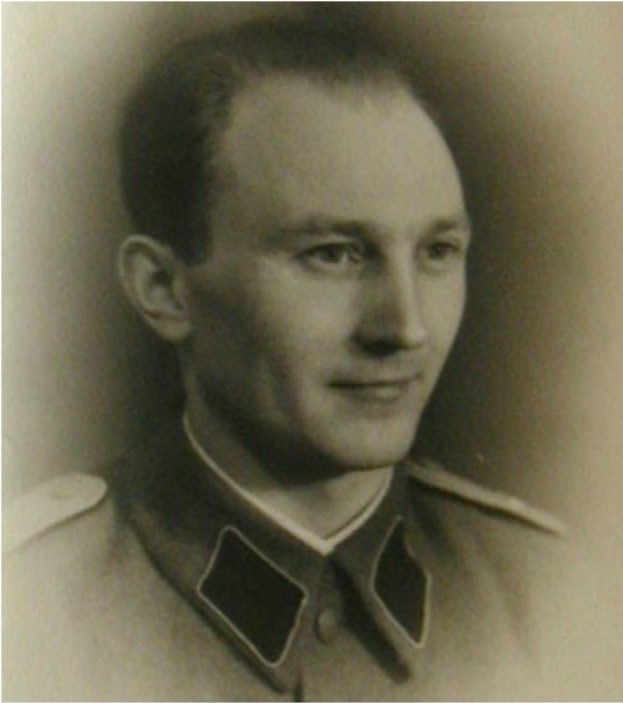
Michail Afanasjevič Vituška

Oddíly určené k sabotážním akcím byly pojmenovány pro Lotyšsko jako Lesní kočky, pro Ukrajinu jako Stepní kočky, pro oblast Smolensk a Brjansk jako Divoké kočky a pro Bělorusko Černé kočky. Do čela Černé kočky byl jmenován major Běloruské regionální obrany Michaila Vituška (bělorusky Міхал Апанасавіч Вітушка), pod jehož velením byl prapor Dallwitz (německy Luftlandebataillon Dallwitz).
Oddíly Černé kočky v Bělorusku byly rozděleny do tří částí: Bělorusko-jih, Bělorusko-střed a Bělorusko-sever. Každá z jednotek měla svého velitele, a ti zase podléhali generálnímu velitelství, které se nacházelo nedaleko Varšavy. Němci takto připravili a vycvičili asi 3 000 lidí. Na výcviku se podílel také Boris Ragulja, který od jednotky později odešel. Všechny jednotky byly vybaveny radiokomunikačním zařízením, zbraněmi, falešnými dokumenty, léky a penězi. 
Výsadek prvních čtyř diverzantů se uskutečnil 17. září 1944 v okolí města Baranavičy s úkolem sledování letišť, útoků na železnici, navázání spojení se sítěmi SD a aktivizací činnosti běloruských nacionalistů. Tito vojáci byli krátce po seskoku zatčeni orgány NKVD.
Další výsadek 27 vojáků následoval v noci ze 17. na 18. října 1944 patrně do oblasti mezi Vilniusem a městem Ivjaněc ležícím přibližně 70 km západně od města Minsku. Letoun byl zasažen protiletadlovou palbou a byla ihned zahájena protiakce SMĚRŠ, která vedla k likvidaci většiny výsadku. Zbývající část navázala spolupráci se Zemskou armádou, v jejichž řadách dne 6. ledna 1945 bojovala proti sovětským bezpečnostním oddílům. V boji zahynul major Vituška, ale kolem jeho smrti se rozvinula legenda, že útok přežil a vede dál odboj v Bělorusku.
Na konci roku 1944 údajně v lesích Běloruska operovalo 4 500 bojovníků.
Poslední výsadek organizovaný Němci se uskutečnil 21. prosince 1944, jehož cílem bylo navázat spojení s Vituškem a jeho skupinou nebo s vojáky wehrmachtu, kteří zůstali v běloruských lesích. Skupina výsadkářů byla zatčena ihned po provedení seskoku. Po těchto neúspěších se německé velení rozhodlo běloruské diverzanty používat pouze na linii fronty. Tento záměr se nezdařil a příslušníci praporu Dallwitz byli v Jizerských horách zadrženi československými bezpečnostními složkami.

## Po druhé světové válce
Podle sovětských bezpečnostních orgánů se k 1. červenci 1945 na území Běloruska stále nacházelo 10 000 až 30 000 lidí (podle českého pramene 35 000), kteří před tím sloužili v ozbrojených útvarech spolupracujících nebo přímo řízených Němci. Většina těchto osob byla nějakým způsobem zapojená do ozbrojených skupin v boji proti sovětské moci.
V září 1945 se v Nalibockém pralese (bělorusky Налібоцкая пушча) konalo setkání velitelů oddílů Černá kočka. Zúčastnilo se ho asi 40 lidí včetně Michaila Vituška, který měl být údajně již mrtev. Konference rozhodla o pokračování v ozbrojeném boji, ale její účastníci odmítli rozsáhlé sabotáže, aby nevystavili civilní běloruské obyvatelstvo sovětským represím. 
V letech 1945 - 1946 vyvrcholila činnost v okolí města Braslav, kde se objevil oddíl čítající 500 bojovníků. 
Jedním z úkolů partyzánských oddílů bylo osvobozovat své zajaté členy z vězení. Běloruské emigrantské noviny informovaly, že členové těchto oddílů osvobodili některá běloruská města. V roce 1948 mělo být takto údajně osvobozeno město Novogrodek ve spolupráci s ukrajinskými odbojáři (v ruském prameni jsou označeni jako část ÚPA rusky Полесская сечь — Украинская повстанческая армия). Kromě emigrantských novin nejsou žádné další prameny, které by osvobození potvrdily. 
V lednu 1948 došlo k přestřelce sovětských sil s diverzním oddílem ze sektoru Bělorusko-sever a po urputném boji padli všichni členové skupiny vyjma 4 zajatců. Tímto došlo k lividaci severní skupiny. 
V září 1948 provedly jednotky MGB (Ministerstvo státní bezpečnosti, předchůdce KGB, rusky Министерство государственной безопасности СССР) v Kobrynském rajónu rozsáhlé zatýkání a identifikovaly osoby, které pomáhaly ukrajinským a běloruským kolaborantům (celkem bylo zatčeno více než 200 osob). Začátkem prosince 1948 byl poražen partyzánský oddíl v sektoru Bělorusko-jih, který před tím úspěšně zaútočil na konvoj důstojníků MGB. Dařilo se jim po akci několik dní skrývat, ale byli následně obklíčeni v opuštěné lesní usedlosti. Bojovníci se odmítli vzdát a byli do posledního muže pobiti. Černá kočka v té době ve snaze likvidovat představitele sovětské moci útočila také na osobní vlaky. 
Na jaře 1949 byl agenty MGB zlikvidován velitel sektoru Bělorusko-střed, když padl do léčky zorganizované agenty provokátery vydávajícími se za zástupce dalšího protisovětského oddílu. Po ztrátě velitele byl oddíl rozprášen.
Počátek studené války znamenal změnu postavení protisovětských odbojářů, o které se začaly zajímat americké tajné služby (CIC a CIA). Americké tajné služby se snažily upadající protisovětské hnutí podpořit v rámci tajné operace Redsox zahájené na konci 40. let. Po výcvikovém kurzu v délce šesti měsíců zahrnující ideovou, fyzickou i střeleckou průpravu byli agenti vysazováni na území SSSR. První takový výsadek se uskutečnil na počátku září 1951, kdy byl vysazen příslušník bývalého 13. praporu Schuma s úkolem zjistit skutečný stav odboje. Ve svém hlášení oznamoval, že jsou lesy plné protisovětských partyzánů. Po provedení několika přepadení byl on a jeho lidé v září 1952 zajištěni orgány MGB a byli odsouzeni k trestu smrti. Podle některých zdrojů své úkoly splnila pouze čtvrtina z 85 nasazených západních agentů díky práci sovětské kontrarozvědky, k níž přispěla také spolupráce Kima Philbyho. 
V roce 1952 nařídil Vituška ústup na západ přes polské území. Na území Běloruska zůstal pouze diverzní oddíl Jevegenije Ivanoviče Žichara (bělorusky Яўген Іванавіч Жыхар), který až do listopadu 1954 pokračoval v boji. Poté, co většina spolubojovníků byla ztracena v bojích se sovětskými bezpečnostními složkami, Žichar vydal rozkaz k ústupu přes Polsko na Západ. On sám zůstal a padl v přestřelce v lednu nebo srpnu 1955. Jeho smrtí definitivně skončila činnost Černé kočky na území Běloruské SSR. Malé skupiny nezávislé na Černé kočce však stále prováděly teroristické útoky (vraždy sovětských představitelů a žhářské útoky na vesnické sověty) až do konce 50. let 20. století.
V polovině 50 let 20. století bylo od leteckých výsadků upuštěno a došlo k útlumu aktivit CIA v Bělorusku, protože ozbrojené vystoupení proti sovětské moci nemělo úspěch. Představitelé emigrace udržovali legendu o fungujícím celonárodním odboji, ale realitou byl jen lokální a izolovaný odpor malých skupin. Tyto se zaměřovaly v očekávání konfliktu mezi sovětským a západním blokem na vlastní přežívání.